# Gagarinskiy Rayon (region i Kazakstan)
Gagarinskiy Rayon är en region i Kazakstan.   Den ligger i oblystet Qaraghandy, i den centrala delen av landet, 160 km sydost om huvudstaden Astana.